# Meton (cráter)

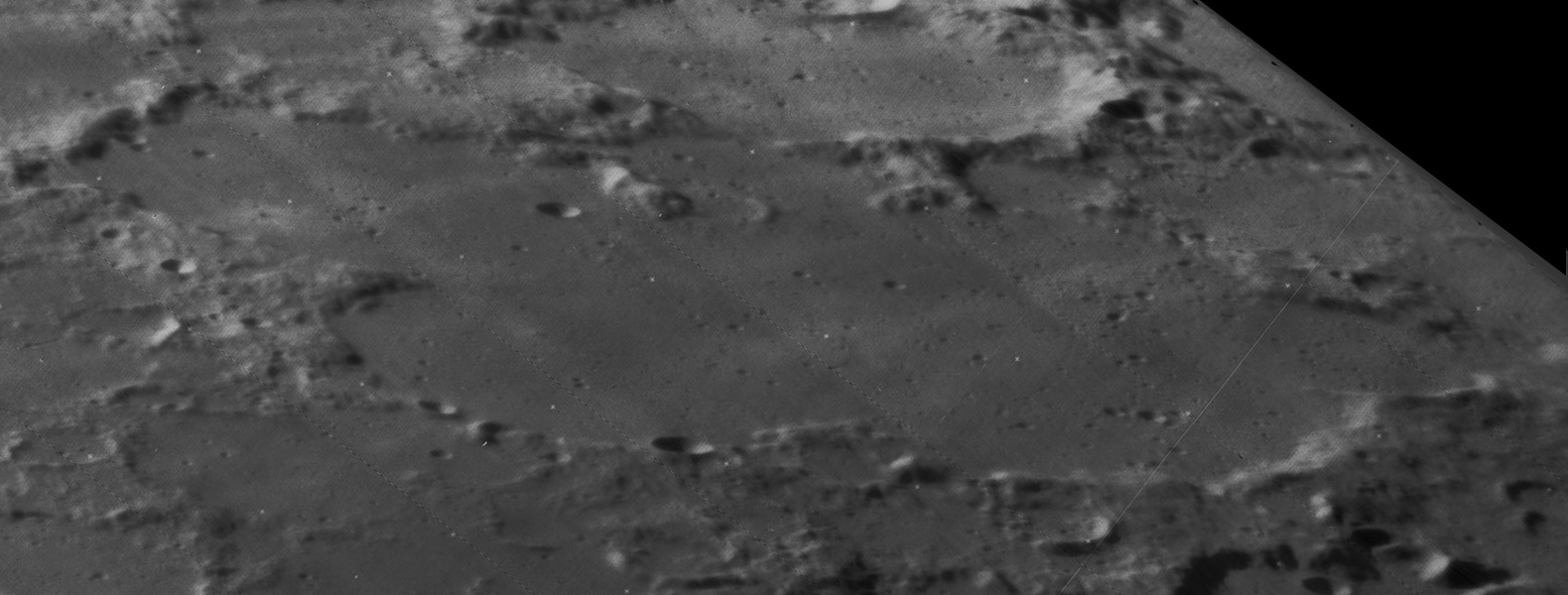
Vista oblicua de Meton desde el Lunar Orbiter 4. Meton aparece abajo a la derecha del centro, Meton D se hall abajo a la izquierda del centro, Meton C se encuentra en la parte superior izquierda y Meton E está a la derecha. Todos han sido inundados a la misma cota por la lava del mare, y los bordes sutiles que dividen a estos cráteres no son visibles en esta imagen. El cráter Barrow aparece al fondo.

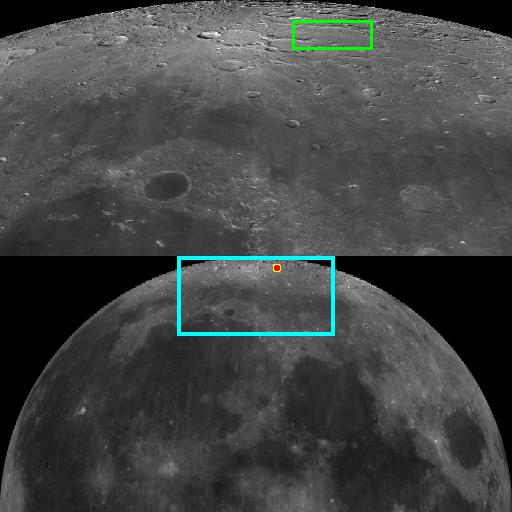
Localización de Meton sobre el globo lunar.

Meton es un conjunto de tres cráteres de impacto, inundados por la lava. Se encuentra cerca del limbo lunar norte, por lo que se ve desde un ángulo bajo y en escorzo. El cráter Barrow está unido al borde suroeste. Al noroeste se halla el cráter Scoresby, y al este aparecen Baillaud y Euctemon.
|  |

Se trata de una formación compuesta que consiste en varios anillos fusionados  que han sido inundados por la lava, formando el remanente de una llanura amurallada en forma de hoja de trébol. 

## Cráteres satélite
Por convención estos elementos son identificados en los mapas lunares poniendo la letra en el lado del punto medio del cráter que está más cercano a Meton.
|       | \| Meton \| Coordenadas \| Diámetro \| \| ----- \| ---------------------------- \| -------- \| \| A \| 73°18′N 31°18′E / 73.3, 31.3 \| 14 km \| \| B \| 71°12′N 18°00′E / 71.2, 18.0 \| 6 km \| \| C \| 70°36′N 19°00′E / 70.6, 19.0 \| 77 km \| \| D \| 72°12′N 24°42′E / 72.2, 24.7 \| 78 km \| \| E \| 75°18′N 15°18′E / 75.3, 15.3 \| 42 km \| \| F \| 72°00′N 14°12′E / 72.0, 14.2 \| 51 km \| \| G \| 72°54′N 28°24′E / 72.9, 28.4 \| 10 km \| \| W \| 67°24′N 17°18′E / 67.4, 17.3 \| 7 km \| |          |
| Meton | Coordenadas | Diámetro |
| A     | 73°18′N 31°18′E / 73.3, 31.3 | 14 km    |
| B     | 71°12′N 18°00′E / 71.2, 18.0 | 6 km     |
| C     | 70°36′N 19°00′E / 70.6, 19.0 | 77 km    |
| D     | 72°12′N 24°42′E / 72.2, 24.7 | 78 km    |
| E     | 75°18′N 15°18′E / 75.3, 15.3 | 42 km    |
| F     | 72°00′N 14°12′E / 72.0, 14.2 | 51 km    |
| G     | 72°54′N 28°24′E / 72.9, 28.4 | 10 km    |
| W     | 67°24′N 17°18′E / 67.4, 17.3 | 7 km     |